# Oscar Matthiesen
Oscar Adam Otto William Matthiesen, född 8 juli 1861 på Schloss Gottorf i Schleswig, död 28 december 1957 i Ordrup, Köpenhamn, var en dansk konstnär och skriftställare.  
Han var son till brandchefen Johan Peter Matthiesen och Angelique von Staffeldt och far till arkitekten Paul Staffeldt Matthiesen. Matthiesen konstproduktion var omfattande. Bland hans målningar märks den 5x10 meter stora oljemålningen Skånska dragoner rida till bad som han utförde 1906 till Dragonmuseet i Ystad. 
Tavlan fanns åren 2001-2023 placerad på Ystads Militärhistoriska Museum, men efter museets nerläggning finns den från 2024 åter på Ystads konstmuseum, där den ursprungligen hängdes upp 1951.  
En utställning med hans konst visades i Stockholm 1908. Hans konst var inspirerad av vitalismen.
Han var Riddare av Dannebrog och Dannebrogsmand. 

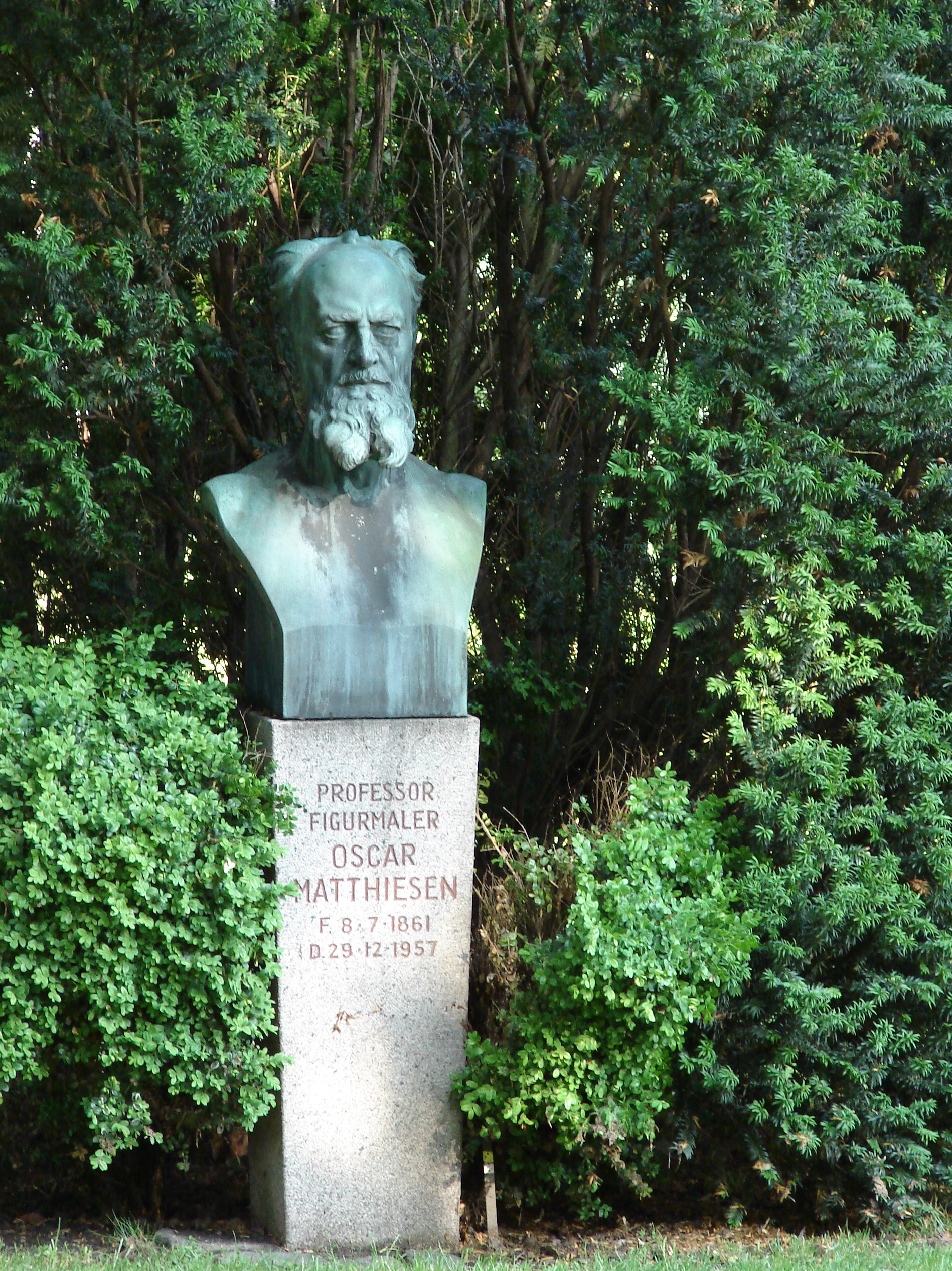
Oscar Matthiesens grav på Holmens Kirkegård i Köpenhamn.